# Cattedrale di Ciudad Real
La cattedrale di Santa Maria del Prato (in spagnolo: Catedral de Nuestra Señora Santa María del Prado) è il principale luogo di culto del comune di Ciudad Real, in Spagna, sede vescovile dell'omonima diocesi.
I lavori di ampliamento e profonda ristrutturazione del precedente eremo romanico iniziarono nel XV secolo. L'edificio è di stile gotico, anche se sono riscontrabili elementi precedenti, in stile tardo romanico, risalenti all'epoca di Alfonso X di Castiglia, ed elementi posteriori, in particolare rinascimentali e barocchi. Il campanile, a pianta quadrata, fu costruito all'inizio del XIX secolo.
Nel 1931 è stata dichiarata monumento storico-artistico dal ministero di cultura spagnolo.
Dal 1967 è basilica minore e dal 1980 è cattedrale della diocesi di Ciudad Real dopo essere stata dal 1875 chiesa priorale della prelatura territoriale di Ciudad Real (da cui deriva l'odierna diocesi).